# فیض‌الله میرزا قاجار
فیض‌الله میرزا قوانلو قاجار (روسی: Фейзулла Мирза Каджар؛ ۱۵ دسامبر ۱۸۷۲ – ۱۹۲۰) شاهزاده‌ای از خاندان قاجار و یکی از فرماندهان امپراتوری روسیه و جمهوری دمکراتیک آذربایجان بود. او همچنین از سرلشکران امپراتوری روسیه بود و فرماندار گنجه بود.
در جریان انقلاب روسیه او به دست حزب بلشویکهای روس اعدام شد.

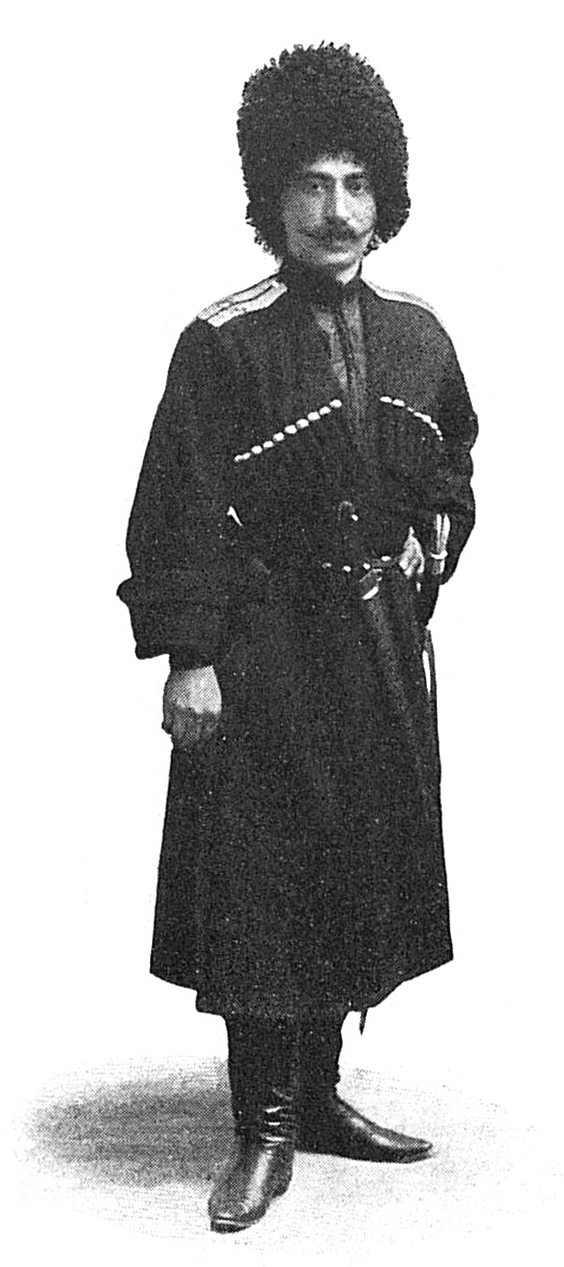
میرزا فیض الله قوانلو قاجار

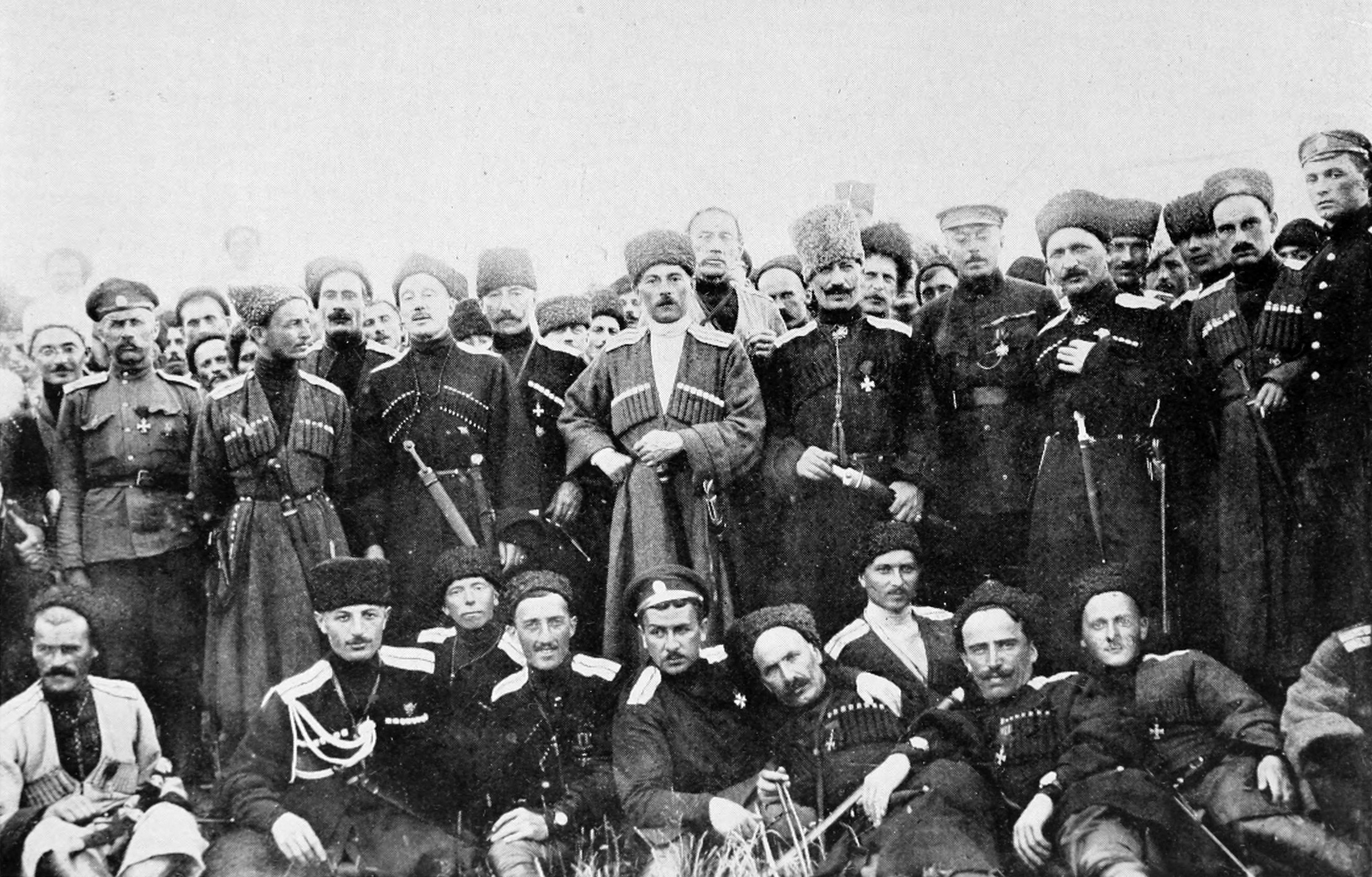
شاهزاده میرزاده فیض الله قاجار در میان یگان وحشی قزاق